# Sub rosa
Sub rosa est une expression latine dont la traduction littérale est « sous la rose ». Elle est utilisée dans un grand nombre de langues européennes pour exprimer la confidentialité ou le secret d’une action particulière. La rose comme symbole du secret a une histoire ancienne.

## Origine de l’expression
Dans plusieurs cultures et civilisations la rose est entrée dans une symbolique de secret. Ce symbole semble avoir une origine religieuse lointaine et est associé aux rites religieux ayant une dimension d’initiation secrète.
Bien que certains lui aient cherché une origine dans la religion de l’Égypte antique il semble plus probable que la connotation de secret liée à la rose ait son origine dans la mythologie grecque. Aphrodite donne une rose à son fils Éros, Dieu de l'amour, qui, à son tour, donne la fleur à Harpocrate, dieu du silence (et forme grecque du dieu égyptien ‘Heru-pa-khered’) pour en obtenir que les écarts extraconjugaux de sa mère (et des dieux en général) ne soient pas dévoilés. La représentation traditionnelle du dieu égyptien - un adolescent nu, portant un doigt sur les lèvres fermées - a conduit à en faire le dieu du silence. L’association des trois, Aphrodite (Vénus), la rose et le dieu du silence ont donné à la rose cette symbolique de secret.

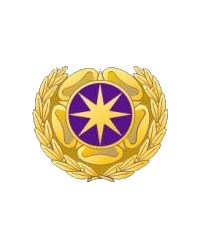
Médaille du service secret américain (boussole sur globe, au cœur d'une rose aux cinq pétales)

## Illustrations
- Dans la culture de Rome, des représentations de rose sur les plafonds de salles de banquet étaient fréquentes. C’était un rappel que les choses dites sub vino (sous l'influence du vin) devaient rester sub rosa (secrètes).
- Au Moyen Âge une rose suspendue au plafond d'une salle de réunion engageait ceux qui étaient présents sub rosa (sous la rose) au secret.
- Dans la symbolique de l’art chrétien la présence de roses à cinq pétales sculptées sur les confessionnaux relève du même rappel que ce qui se dit à l’intérieur doit rester secret.
- La rose est également un symbole de la Rose-Croix, société hermétique où le secret joue un rôle important.
- Au XVIe siècle, le symbole de Henri VIII d'Angleterre était la rose stylisée des Tudors. Une grande représentation de la rose couvrait le plafond de la salle de son conseil privé, où les décisions importantes étaient prises. Elle engageait au secret.

## Source
- (en) Cet article est partiellement ou en totalité issu de l’article de Wikipédia en anglais intitulé « Sub rosa » (voir la liste des auteurs).